# Francevillita
La francevillita es un mineral raro de uranio con la fórmula química Ba(UO2)2(VO4)2 · 5H2O. Pertenece al grupo de los minerales óxidos y vanadatos. Fue nombrado en 1957 por G. Branche, ME Ropert, F. Chantret, B. Morignat y R. Pouget por Franceville, la ciudad más cercana a la localidad tipo, en Gabón.

## Estructura y composición
La francevillita es un mineral secundario de uranio que se da en la zona oxidada de un depósito de uranio-vanadio con plomo, como en su localidad tipo, mina Mounana, Gabón. Cristaliza en un sistema cristalino ortorrómbico, encontrándose asociado a otros minerales como la curienita, duttonita, vanuralita, chervetita, mottramita, carnotita, dewindtita, torbernita, uranopilita, johannita o la kasolita.
Está compuesto de un 48,64% de uranio, 10,41% de vanadio, 10,52% de bario, 5,29% de plomo, 24,52% de oxígeno y un 0,62% de hidrógeno.

## Yacimientos
La francevillita ha dado cristales excepcionales de la mina de uranio de Mounana, Franceville, Gabón. También se han encontrado mineralizaciones en Kambove y en la mina Musonoi, cerca de Kolwezi, provincia de Katanga, Congo (provincia de Shaba, Zaire). Así mismo, se da en Francia, Alemania y Estados Unidos. En España se ha confirmado su presencia en fósiles en Loranca del Campo, provincia de Cuenca, España.

## Galería

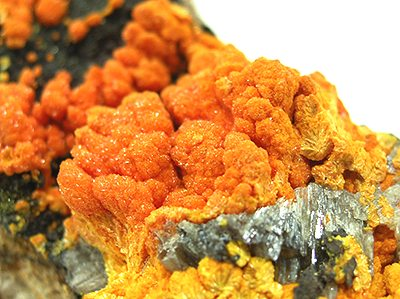
Espécimen de Chervetita,Curienita y Francevillita.
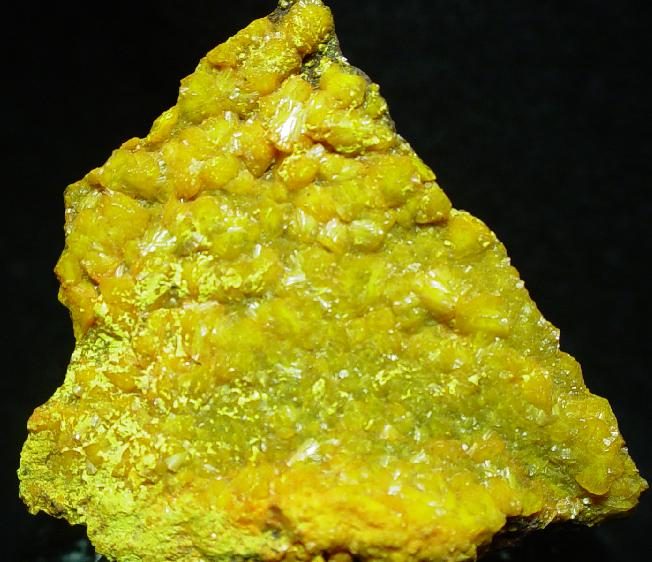
Francevillite, Mounanite y Curienita de la mina Mounana.
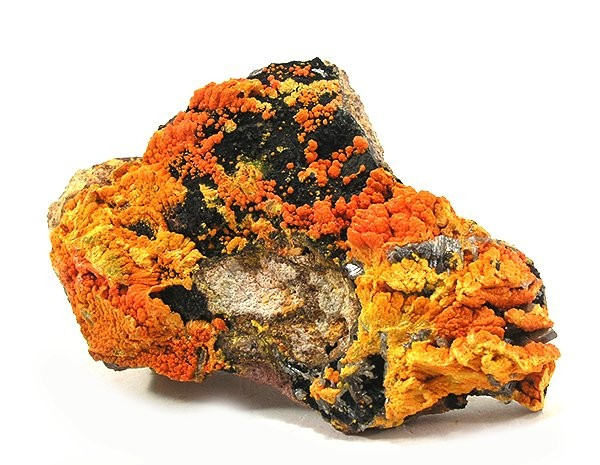
Este espécimen a primera vista parece ser una francevillita (naranja) con curienita (amarilla). La pieza  alberga cristales sobresalientes, enormes y realmente afilados de la especie asociada mucho más rara Chervetita. 8,7 x 6,1 x 2,1 cm